# Epiphanny Prince
Epiphanny Prince (New York, 11 januari 1988) is een Amerikaans voormalig professioneel basketbalspeelster, onder meer in de WNBA. Ze heeft ook de Russische nationaliteit en mag voor Rusland uitkomen op de verschillende toernooien.

## Carrière

### Buitenland
In juni 2009 kondigde Prince aan dat hij Rutgers na slechts drie jaar zou verlaten om een jaar professioneel basketbal te spelen in Europa. Volgens The New York Times was Prince nog maar 10 eenheden verwijderd van het behalen van een graad in strafrecht en Afro-Amerikaanse studies en was van plan haar graad in de zomer van 2009 te behalen. Haar aankondiging was niet bindend totdat ze tekende bij een agent; in augustus tekende Prince bij Wasserman Media Group. Prince sloot zich aanvankelijk aan bij het Russische team Spartak Moskou, daarna bij het Turkse team Botaş Spor, vóór de WNBA-draft van 2010.
In 2015 verhuisde Prince naar Dynamo Kursk in de Europese competitie. Hun team won de Euroleague van 2017.
Op 31 december 2022 tekende ze bij Galatasaray van de Turkse Women's Basketball Super League (TKBL).
Vanaf juli 2023 is haar contract verlopen. Galatasaray-club zei op 6 juli 2023 "tot ziens aan de andere kant" tegen de speler door een sarcastisch bericht te publiceren.

### WNBA-carrière
Op 16 februari 2015 ruilt Chicago Sky Prince naar New York Liberty voor Capey Pondexta.
In 2019 werd Prince gecontracteerd als een late seizoensaanwinst voor de Las Vegas Aces.
In de WBA had ze gemiddeld 3,5 minuten per wedstrijd, 37,3% driepunters en 13,9 PPG tot en met 2016.

### Carrière van het nationale team
In 2010 kreeg ze het Russische staatsburgerschap. Ze stond niet op de lijst tijdens het EK van 2011 en ze kwam ook niet uit voor Rusland tijdens de Olympische Spelen van 2012 in Londen.

Prince speelde als point guard voor het Russische nationale team tijdens het EK van 2013, waar het team op de dertiende plaats eindigde.
0 Ezi Magbegor · 
1 Crystal Langhorne · 
2 Mercedes Russell · 
3 Morgan Tuck · 
6 Natasha Howard · 
10 Sue Bird · 
11 Epiphanny Prince · 
21 Jordin Canada · 
24 Jewell Loyd · 
30 Breanna Stewart · 
32 Alysha Clark · 
33 Sami Whitcomb · 
Coach Gary Kloppenburg